# آویال ان‌وی
آویال ان‌وی (روسی: ООО «Авиакомпания «Авиаль НВ») شرکت هواپیمایی روس است، که در سال ۲۰۰۰ تأسیس شد.